# Umtsimba
Umtsimba (umtsʼimɓa) ist die Bezeichnung für die traditionelle Hochzeitszeremonien der Swazi, in deren Verlauf die Braut sich für den Rest ihres Lebens ihrer neuen Familie anvertraut. Die Zeremonie ist eine mehrtägige Feier, in welcher Mitglieder beider Familien, sowohl der Brautfamilie, als auch der Bräutigamsfamilie in deren Heimatdörfern involviert sind. Es gibt Abschnitte der Zeremonie, die sich selbst über mehrere Tage erstrecken. Jede Etappe hat besondere Bedeutung und besteht aus symbolischen Gesten, die von Generation zu Generation überliefert werden.
Die erste Phase ist die Vorbereitung der Brautgesellschaft vor dem Verlassen ihres Dorfes. Die zweite Phase ist die eigentliche Reise der Brautgesellschaft von ihrem Dorf in das Dorf des Bräutigams. Die dritte Phase ist der erste Tag der Hochzeitszeremonie, die sich über drei Tage erstreckt und an dem Tag beginnt, an dem die Brautgesellschaft im Dorf des Bräutigams ankommt. Danach findet die eigentliche Hochzeitszeremonie statt, die vierte Phase der Umtsimba. Die fünfte Phase findet am Tag nach der Hochzeitszeremonie statt und wird als Kuteka bezeichnet. Die letzte Phase kann am Tag nach der Hochzeit stattfinden. Dabei überreicht die Braut der Familie des Bräutigams Geschenke und es ist der erste Abend, den die Braut mit dem Bräutigam verbringt. Obwohl sich die traditionelle Hochzeitszeremonie in der modernen Zeit weiterentwickelt hat, basieren die folgenden Einzelheiten auf historischen Berichten der Anthropologin Hilda Kuper und auf weiteren soziologischen Forschungen, die die Tradition beschreiben.

## Vor dem Aufbruch der Hochzeitsgesellschaft
Der Vater der Braut benachrichtigt Freunde und Verwandte, dass seine Tochter heiraten wird, und der Dorfvorsteher wird darüber informiert, dass eine Hochzeit stattfinden wird. Anschließend informiert der Vater die Nachbarn und lädt sie zur Hochzeit ein. Der Vater bestimmt außerdem zwei Männer und zwei Frauen, die die Untsimba zum Gehöft des Bräutigams begleiten sollen. Die junge Braut, ihre Verwandten und Freunde stellen Grasmatten und Grasbesen her, welche die Braut mitnimmt, wenn sie ihr Elternhaus verlässt. Sie nimmt auch handgemachte Geschenke für ihre Schwiegereltern mit, was ihnen Freundlichkeit und Großzügigkeit signalisiert.
Fast alle Feierlichkeiten und Zeremonien in Swasiland beinhalten das traditionelle Bier Umcombotsi, das zusammen mit anderen Getränken von den älteren Frauen des Dorfes für die Reise der Braut zum Heim ihres Bräutigams gebraut wird. Sollte der Bräutigam in der Nähe wohnen, nimmt die Braut einen Krug Bier, bekannt als Tshwala Beliqaka, mit zum Heim des Bräutigams, was ihnen zeigt, dass sie mit der vollen Zustimmung ihrer Familie gekommen ist.
Sobald der zukünftigen Familie mitgeteilt wurde, dass die Vorbereitungen getroffen wurden, wird die Brautgesellschaft („umtsimba“) versammelt, die zumeist aus jungen Mädchen und Frauen besteht, die Verwandte und Freundinnen der Braut sind. Die Größe einer umtsimba ist für die Familie der Braut ein Grund zum Stolz und kann über fünfzig Personen betragen. Die wichtigen Gruppen der Brautjungfern sind 1) “ematshitshi” (Mädchen, die die Pubertät erreicht haben, aber noch keinen Liebhaber gewählt haben) 2) “emaqhikiza” (Mädchen, die einen Liebhaber gewählt haben) 3) “tingcugce” (das sind Mädchen, die einen Liebhaber gewählt haben und sich auf die Hochzeit vorbereiten). Die umtsimba dient auch dazu, die Gastfreundschaft des zukünftigen Ehemannes zu testen.

## Abreisetag
Der Tag der Abreise ist von regem Treiben geprägt, und die jungen Leute tragen ihre schönste traditionelle Kleidung. “Inkomo yekususa umtsimba” (eine Kuh, welche den Brautgesellschaften zur Verfügung gestellt wird) wird geschlachtet und das Fleisch gekocht und gegessen. Der Vater der Braut und ältere Verwandte sorgen dafür, dass das Fleisch richtig unter den Mitgliedern der Gruppe aufgeteilt wird. Die „Inyongo“ (Gallenblase) wird vom „Lisokancanti“ (erstgeborener Sohn) ihres Großvaters väterlicherseits für die Braut beiseite gelegt. Der Lisokancanti führt ein Ritual durch, bei dem er die Galle auf den Mund der Braut, die Stirn, die Mitte ihres Gesichts, den rechten Arm und das rechte Bein drückt. Dies geschieht, um sie zu stärken und ihr Glück zu bringen. Die Blase wird dann aufgeblasen und mit einer Schnur über ihrer Stirn festgebunden. Dies ist ihre Lusiba (Feder), das Zeichen dafür, dass sie ihr Elternhaus mit Zustimmung ihres Vaters verlässt.
Die Braut wird dann von älteren Frauen über die Härten der Ehe unterrichtet. Sie wird ermahnt, Zurückhaltung zu üben und niemals Beleidigungen mit Beleidigungen zu beantworten, und wird eindringlich daran erinnert, dass sie den ehrenwerten Namen ihrer Familie vertritt. Sie wird vor Anschuldigungen eifersüchtiger Mitfrauen der Hexerei und Faulheit sowie vor möglichen Schlägen durch ihren Ehemann gewarnt. Nach der Eheschulung verabschiedet sich der Vater der Braut von seiner Tochter und segnet sie. Der Lisokancanti des Großvaters der Braut erteilt dann den beiden ausgewählten Männern und Frauen Anweisungen und Ratschläge. Er weist sie an, dafür zu sorgen, dass die „Insulamyembeti“-Kuh („Tränenwischer“) zurückgegeben wird, welche später ihre Funktion bekommt. Die Braut und die Tingcugce haben ein „Ludzibi“ (ein Mädchen, das beim Tragen des Gepäcks hilft), das Kleidung und Decken für die Braut und die älteren Mädchen trägt. Die jungen Männer helfen ebenfalls. Die Brautgesellschaft beginnt dann, Hochzeitslieder zu singen und zu tanzen, und sie brechen auf. Im Folgenden werden zwei der Lieder, die gesungen werden, gezeigt:

„Naye lodzabula bantfu timvalo,
 Bambizile izwe lonkhe, Nangok' etile,
 Siyamsunduzela.“

„Udaba ludabula abantu izimvalo
 Udaba ludabula abantu izimvalo,
 hyye mbize izwe lonke,
 siya msunduzela.“

In diesen Liedern wird erklärt, dass die Braut sehr begehrt ist. Als besondere Gunst wird sie zum Bräutigam geschickt.  Je nach Entfernung zwischen den Dörfern kann die Reise zum Gehöft des Bräutigams mehrere Tage dauern. Unterwegs wird die Brautgesellschaft bei bestimmten Verwandten und Freunden untergebracht. Mit modernen Fahrzeugen ist die Fahrt heute meist viel kürzer.

## Ankunft der Brautgesellschaft (Tag 1)
Die Brautgesellschaft bemüht sich, bei Sonnenuntergang am Anwesen des Bräutigams anzukommen, da man glaubt, dass die Geister der Vorfahren dann am aktivsten sind und die Braut daher willkommen heißen und segnen. Wenn sich die Brautgesellschaft dem Anwesen des Bräutigams nähert, tanzen die Mitglieder der Brautgesellschaft, um ihre Anwesenheit bekannt zu machen. Sie warten vor den Toren und erwarten, willkommen geheißen zu werden. Die Brautgesellschaft bildet einen Bogen, in dessen Mitte sich die Braut befindet. Die Männer beginnen lautstark ihren Clannamen und ihre Vorfahren zu preisen. Der Gesang endet, als die weiblichen Verwandten des Bräutigams mit Rasseln an den Knöcheln herauskommen, um die Gesellschaft willkommen zu heißen. Während die Braut anfängt, das erste Lied zu singen, führt ein Junge aus dem Dorf des Bräutigams die Braut und ihre Tingcugce (alleinstehende Frauen) zu ihrer zukünftigen Schwiegermutter. Kniend legt die Braut eine Kette weißer Perlen vor ihre Schwiegermutter und sagt: „Ich komme, um Treue zu schwören.“ („I come to pay allegiance.“) Die Schwiegermutter antwortet: „Von wem kommst du?“ („From whom do you come?“) Die Braut antwortet: „Mein Vater hat mich geschickt.“ („I was sent by my father“). Die Braut und ihre Gesellschaft werden dann weggeführt, um sich auszuruhen, während die Familie des Bräutigams als Zeichen der freudigen Begrüßung weiter singt und tanzt. Die Braut und ihre „Mädchen“ schlafen im selben Raum. Den Bräutigam hat sie nicht gesehen.
Vor Sonnenuntergang geht die Brautgesellschaft zum Fluss, wo sie isst und trinkt. Die Familie des Bräutigams sorgt dafür, dass eine Kuh oder Ziege, die sogenannte Sahukulu, zubereitet wird. Jedes Mitglied der Umtsimba nimmt eine Portion, erwachsenen Mädchen ist es jedoch nicht gestattet, die Innereien zu essen. Die Braut selbst ist vom Sahukulu-Fest ausgeschlossen und isst nur Mahlzeiten, die zu Hause oder von Verwandten für sie zubereitet wurden. Die Gesellschaft kehrt dann in die vorbereiteten Räume zurück, welche die Familie des Bräutigams bereitgestellt hat.

## Die Hochzeitszeremonie (Tag 2)
Die Brautgesellschaft kommt früh, um sich fertigzumachen und anzuziehen, fernab vom Gehöft und den Hochzeitsaktivitäten. Die Vorbereitungen dauern lange, denn die Braut möchte mit ihrem Einzug alle beeindrucken: Sie trägt einen Kuhlederrock von zu Hause und ein Pelzgewand namens Sigeja. Perlen und Wolle bedecken ihr Gesicht und ihr Kopf ist mit einer Krone (Sidlodo) geschmückt, die aus zwei Bündeln großer, schwarzer Federn eines langschwänzigen Witwenvogels besteht. Die Festgesellschaft trifft ein und erwartet, vom Tanz der Umtsimba unterhalten zu werden. Die Frauen des Dorfes tragen lange Tranchiermesser, während die Männer Speere und Schilde halten, da sie wissen, dass die Gruppe an diesem Nachmittag tanzen wird.
Die Umtsimba bleibt am Fluss. Ein junger Abgesandter der Familie des Bräutigams wird zur Braut geschickt, um die Gesellschaft einzuladen, sich dem Bräutigam anzuschließen. Die Braut, versteckt von ihren „Brüdern“, tanzt allein auf ihre Schwiegermutter zu, flankiert von ihren Brautjungfern, und wird später von der Gemeinschaft zum Tanz begleitet. Das Publikum verteilt kleine Geschenke an die Tanzgruppe, darunter Münzen, Früchte und Süßigkeiten. Der Ummiso-Tanz beginnt, wenn sich die Gruppe dem Hof nähert, der für die Hochzeit vorbereitet wurde. Der Bräutigam trägt einen Sidvwashi (bedruckten Rock) um die Taille, darüber ein Emajobo (Lendenfelle aus Kuh- oder Leopardenfell) und Perlenornamente auf der Brust. Gegen Ende der Zeremonie tanzt er mit seiner Braut. Dies ist der Höhepunkt der Tanzzeremonie. Anschließend schenkt die Brautgesellschaft der Familie des Bräutigams eine Kuh (umganu) als Zeichen dafür, dass die Braut aus einer guten Familie stammt, und im rechtlichen Sinne stellt es auch ihren unabhängigen Status dar. Das Fleisch des geschlachteten Tieres dürfen nur die Mitglieder der Familie des Mannes essen, einschließlich der Schwiegertochter. Diese Personen werden als „bomakoti“ bezeichnet. Das Geschenk der umganu spielt eine zentrale Rolle bei zukünftigen Erbansprüchen.
Am Ende dieses Tages wird eine Kuh geschlachtet uns es wird das Sidvudvu (Brei) oder Inkhomo Yemtsimba (Kuh der Umtsimba) oder Indlakudla (Essen) gereicht. Dies gibt der Brautgesellschaft das gesetzliche Recht, auf dem Anwesen des Bräutigams zu essen, und muss vom Sahukulu unterschieden werden, der theoretisch mit Gewalt vom Anwesen weggebracht und gegessen wird.
Das Töten des Sidvudvu ist symbolisch – beim Häuten darf der Saft aus dem Umsasane (Magen) nicht verschüttet werden, da dies ein Zeichen dafür sein könnte, dass der Bräutigam die Braut in Familienstreitigkeiten gebracht hat, und deshalb eine Strafe in Form einer Kuh zahlen muss. Die umsasane wird von den Männern am Fluss gewaschen und dann zusammen mit dem linken Hinterbein der Kuh an die Mutter der Braut (oder, wenn sie weit weg wohnt, an eine ältere Frau aus der Gruppe der Braut) geschickt. Das restliche Fleisch wird zwischen den beiden Familien aufgeteilt, die Braut erhält den rechten Teil und der Mann den linken.

## Der Hochzeitstag (Tag 3)

### Mekeza
Der Hochzeitstag wird als lilanga lokuteka bezeichnet. Die ältesten Familienmitglieder des Bräutigams versammeln sich vor Sonnenaufgang, um die Braut zu rufen: „Komm heraus, Mutter, und mekeza , jetzt heirate ich dich.“ („Come out, mother, and mekeza, now I marry you“). Mekeza ist eine spezifische Bezeichnung, welche die Trauer der Braut beschreibt, die ihre Familie und ihre Kindheit hinter sich lässt.
Die Braut bleibt symbolisch still und traurig. Während ein Mann aus der Familie des Bräutigams sie zur Mekeza ruft, während ihre Gefährten ihm zurufen, er solle gehen. Im Laufe des Tages und bei steigender Sonne wird die Braut von ihren Mädchen zum Kraal (cattle-byre, Viehgehege) des Bräutigams zur Mekeza begleitet. Sie trägt lediglich ihren Lendenrock von zu Hause.
Die Brautjungfern gehen langsam von Ost nach West im Kraal, während die Braut weinend auf einem Speer aus dem Haus ihres Mannes lehnt. Der Speer ist symbolisch und besteht aus Eisen und Holz, wobei Eisen den Tod und das Holz des Baumes das Leben symbolisiert. Die Braut trägt einen schwarzen Lederrock (sidvwaba), der ihre neue Position in der Gesellschaft signalisiert. Ihre Mädchen folgen ihr und singen traurige Lieder. Mekeza-Lieder werden ständig wiederholt und handeln traditionell von der Bedeutung der Familie, den Härten der Ehe und der Bedeutung des Viehs für ihre Familie. Die Lieder dienen auch dazu, der Braut gegenüber die Bedeutung von Respekt, Gehorsam und Fügsamkeit hervorzuheben. Schließlich gibt die Braut ihren Brüdern, die sich versteckt gehalten haben, das Zeichen, sie zu „retten“ – eine symbolische Geste. Sie singt:

„Komm und rette mich, mein Bruder,
 Bewaffne dich und lass uns gehen.
 Der Vogel wandert.
 Bring mich zurück in mein jungfräuliches Zimmer,
 Zurück in mein Zuhause.
 Komm und rette mich,
 Rette mich, mein Bruder.“

Die Braut „flüchtet“ mit ihrer Brautgesellschaft in ihr Zimmer, während die Familie des Bräutigams ihr zuruft: „Wir bringen dich zurück, Mutter, mit deiner Kuh, einer Kuh mit einem roten Streifen“. („We bring you back, mother, with your cow, a cow with a red stripe.“) Diese Kuh, immer hell in der Farbe, wird ls insulamnyembeti bezeichnet. – die Tränenwischerin – und zeigt der Mutter der Braut, dass die Leute des Bräutigams die Fürsorge schätzen, die sie ihrer Tochter zukommen ließ. Die mekeza kann zwei bis vier Stunden dauern und ist für alle sehr anstrengend.

### Umhlambiso
Nachdem die Braut ihre Abneigung gezeigt hat, ihre Familie zu verlassen, bemüht sie sich nun, die Gunst ihrer neuen Familie zu gewinnen. Das Umhlambiso – die Geschenke für die zukünftigen Schwiegereltern – wird vorbereitet und umfasst traditionell allgemeine Haushaltsgegenstände wie Decken, Geschirr, Grasmatten, Tontöpfe und Besen. Als nächstes streckt die Braut ihre Hand der ihres Mannes entgegen, die rote und weiße Perlen (libendlu) enthält, wobei Weiß das Zeichen der Jungfräulichkeit ist. Sollte der Bräutigam abwesend sein, wird die Perle als Zeichen der Akzeptanz seiner Schwester oder einem anderen Verwandten aufgelegt. Heute ist dieser Brauch nicht mehr sehr gebräuchlich. Die Braut macht den unmittelbaren Familienmitgliedern Geschenke und wird in das Haus ihres Mannes aufgenommen.
Die nächste Geste zeigt die Pflicht der Braut, Kinder zu bekommen: Sie wird von einer alten Frau zum Kraal geführt, wo die Brautjungfern sie umgeben und Mekeza-Lieder singen. Die alte Frau bedeckt die Braut mit Fett und ihr Gesicht mit rotem Ocker. Ein Kind aus der Familie des Bräutigams wird ihr auf den Schoß gesetzt und ihr wird gesagt: „Hier ist deine Mutter“ („Here is your mother“), und auch das Kind wird mit Fett bestrichen. Dann erhält die Braut eine Hautschürze, die unter ihren Achseln gebunden wird, was ein Zeichen für eine neue Ehefrau oder eine Frau in ihrer ersten Schwangerschaft ist. Die Brautgesellschaft kehrt nach Hause zurück und die Braut bleibt in ihrem neuen Zuhause.
Der Lobola (Brautpreis) wird überreicht, womit auch die Übertragung von Vieh von der Familie des Bräutigams an die Familie der Braut gemeint ist. Dies kann Monate oder Jahre nach Umtsimba geschehen.
Die Swazi-Tradition besagt: „akulotjolwa intfombi kulotjolwa umfati“, was bedeutet, dass der Brautpreis für eine Frau bezahlt wird, die rechtlich an eine Ehe gebunden ist, und nicht für eine alleinstehende Frau. Heutzutage wird die Lobola jedoch meist vor der Hochzeit des Paares bezahlt, wenn die Frau noch nicht rechtlich an eine Ehe gebunden ist.